# Aleisha Allen
Aleisha Allen (New York, 28 aprile 1991) è un'attrice statunitense.

## Biografia
Nata nel Bronx nel 1991, dall'età di quattro anni ha lavorato nella televisione e come modella, apparendo in diversi spot pubblicitari. Ha interpretato Alicia nel celebre musical con protagonista Jack Black School of Rock, del 2003. Per questo film è stata candidata sia agli MTV Movie Awards e agli Young Artist Awards. Ha poi interpretato Lindsey in Io, lei e i suoi bambini, con Ice Cube, e anche nel suo sequel Finalmente a casa. Per Io, lei e i suoi bambini, si è aggiudicata una nomination come miglior attrice non protagonista in un film agli Young Artist Awards 2005.

## Filmografia parziale

### Cinema
- The Best Man, regia di Malcolm D. Lee (1999)
- School of Rock (The School of Rock), regia di Richard Linklater (2003)
- Io, lei e i suoi bambini (Are We There Yet?), regia di Brian Levant (2005)
- Finalmente a casa (Are We Done Yet?), regia di Steve Carr (2007)

### Televisione
- Out of the Box - serie TV (1998)
- Blue's Clues - serie TV, 125 episodi (1996-2004)

## Doppiatrici italiane
- Flavia Rosa in School of Rock
- Virginia Brunetti in Io, lei e i suoi bambini